# Kang Hee-chan
Kang Hee-chan (kor. 강희찬; ur. 10 maja 1970) – południowokoreański tenisista stołowy, brązowy medalista igrzysk olimpijskich, medalista igrzysk azjatyckich.
Dwukrotnie wziął udział w letnich igrzyskach olimpijskich. Podczas igrzysk w Barcelonie w 1992 roku zdobył brązowy medal olimpijski w deblu (razem z Lee Chul-seungiem), a w singlu był siedemnasty. Cztery lata później podczas igrzysk w Atlancie w 1996 roku był piąty deblu (w parze z Kim Taek-soo).
W latach 1989–1993 występował na mistrzostwach świata. Najlepsze rezultaty osiągnął w grze drużynowej – w 1989 i 1993 roku był piąty. W 1992 roku został mistrzem Azji w deblu, a w 1996 roku w grze drużynowej. W 1990 roku zdobył dwa medale igrzysk azjatyckich – złoty w drużynie i brązowy w grze mieszanej.